# 過積載監視システム
過積載監視システム（かせきさいかんしシステム）とは、道路監視システムの一種である。正式名称は車両重量自動計測装置。

## 概要
終日監視を目的に1994年（平成6年）に設置がはじまった。全国に41箇所ある。
道路上に設置されたカメラで通過車両を撮影し、過積載に加え、高さ、全長、車幅が制限を超えた車両も取り締まる。兵庫県の国道43号にある5箇所を除き、オンライン化はされていない。